# Chlorameisensäure-n-butylester
Chlorameisensäure-n-butylester ist eine chemische Verbindung aus der Stoffgruppe der Chlorameisensäureester.

## Gewinnung und Darstellung
Die Verbindung kann durch Reaktion von Phosgen und wasserfreiem n-Butanol hergestellt werden.

## Eigenschaften
Chlorameisensäure-n-butylester ist eine wenig flüchtige, entzündbare, farblose Flüssigkeit mit scharfem Geruch, die sich in Wasser zersetzt. Es erfolgt langsame Hydrolyse zu 1-Butanol, Salzsäure und Kohlensäure. Sie zersetzt sich bei Erhitzung.

## Nomenklatur
Der gebräuchliche Name „Chlorameisensäure-n-butylester“ ist nicht korrekt, da die Verbindung kein Derivat der Ameisensäure, sondern der Kohlensäure (Kohlensäuremonochlorid und Kohlensäuremonoester) ist.

## Verwendung
Chlorameisensäure-n-butylester wird als Zwischenprodukt für die chemische Industrie, insbesondere zur Herstellung von Peroxydicarbonaten und Pflanzenschutzmitteln verwendet.

## Sicherheitshinweise
Die Dämpfe von Chlorameisensäure-n-butylester können mit Luft ein explosionsfähiges Gemisch (Flammpunkt ca.  30 °C, Zündtemperatur 285 °C) bilden.